# Toxophora americana
Toxophora americana är en tvåvingeart som beskrevs av Guérin-Méneville 1835. Toxophora americana ingår i släktet Toxophora och familjen svävflugor. Inga underarter finns listade i Catalogue of Life.